# Alfred Picard
Alfred Maurice Picard (Strasburgo, 21 dicembre 1844 – Parigi, 8 marzo 1913) è stato un funzionario, politico e ingegnere francese, commissario generale dell'Esposizione Universale di Parigi del 1900, Ministro della Marina di Francia dal 22 ottobre 1908 al 24 luglio 1909 e vice-presidente del Consiglio di Stato francese dal 1912 al 1913.

## Biografia
Picard venne ammesso all'École polytechnique nel 1862, trasferendosi poi nel 1864 all'École Nationale des Ponts et Chaussées; dopo la laurea viaggiò verso l'Egitto, dove ebbe modo di studiare il Canale di Suez. Con lo scoppio della guerra franco-prussiana nel 1870, periodo in cui era ingegnere del canale adibito al trasporto del carbone della Saar e della via d'acqua delle saline di Dieuze, si arruolò nell'esercito francese, partecipando alla difesa di Metz e in seguito guidando un battaglione del genio militare dell'Armée de la Loire Nel 1872 venne poi chiamato a controllare il corretto funzionamento del Chemins de fer de l'Est e del canale Marna-Reno, mansioni che svolse fino al 1879, partecipando in questo periodo anche ad alcune grandi opere ingegneristiche, tra cui il Canale di Panama.
Nel 1880 fu Capo di gabinetto del Ministro dei Lavori Pubblici della Francia Henri Varroy e Direttore del personale del Ministero prima di assumere, nel 1885, la carica di Direttore generale dei ponti, delle strade, delle miniere e delle ferrovie. Entrato a far parte del Consiglio di Stato nel 1882, ne divenne presidente di sezione nel 1886. Dopo essere stato redattore ufficiale dell'Esposizione universale di Parigi del 1889, fu commissario generale della mostra internazionale di Parigi del 1900, anno in cui venne anche insignito della Gran Croce della Legion d'Onore e della Gran Croce dell'Ordine di Carlo III; l'anno successivo intraprese la stesura della relazione in sei volumi dell'Esposizione Universale, dal titolo Le Bilan d'un Siècle, che fu il tema stesso della seconda Expo parigina.
Picard venne poi eletto membro dell'Accademia francese delle scienze nel 1902. Nonostante non avesse mai avuto cariche politiche né sia mai stato eletto in Parlamento, la sua fama di buon amministratore convinse il Primo ministro francese Georges Clemenceau a nominarlo Ministro della Marina il 22 ottobre 1908, fino alla caduta del governo il 24 luglio 1909. Il 27 febbraio 1912 divenne invece vicepresidente del Consiglio di Stato fino alla sua morte, l'8 marzo 1913. Il funerale venne celebrato nella Cattedrale di Notre-Dame; Picard venne poi sepolto nel Cimitero di Père-Lachaise.

## Opere
- Les chemins de fer français: étude historique sur la constitution et le régime du réseau, Parigi, Rothschild, 1884.
- Le Bilan d'un Siècle, 1801-1900 (i-VI), Parigi, Rothschild, 1906.